# Охота за справедливостью
«Охота за справедливостью» (англ. In The Line Of Duty: Hunt For Justice) — телефильм.

## Сюжет
Не только исламские террористы думают, как бы навредить США, но и свои доморощенные. Ну вот считают они, что правительство ограничило права и свободы человека и каждый честный американец должен с этим бороться. Вооружённым путём — благо приобрести огнестрельное оружие можно совершенно легально. На оружие и борьбу нужны деньги, так что, помимо основных задач по свержению тиранического режима, приходится решать вспомогательные — грабить банки. И в какой-то момент революционная организация начинает очень уж походить на банду. И возникает уже внутренняя борьба — между бескорыстными фанатиками и сребролюбцами.
«Объединённый фронт свободы» переживает как раз такой сложный период. Так мало того, что они вот-вот между собой перегрызутся; мало того, что ФБР уже семь лет на них охотится, — так ещё и агент Валентино начал против них свою личную войну, после того как был застрелен его друг.

## В ролях
- Адам Аркин
- Николас Туртурро
- Дэн Лория
- Майкл Рейнор
- Мигель Феррер

## Съёмочная группа
- Режиссёр: Дик Лоури
- Продюсеры: Стефани Хэйген, Кеннет Кауфман, Энн Кайндберг
- Сценарист: Джон Миглис
- Композитор: Марк Сноу
- Оператор: Генри М. Лебо